# Гомора (ТВ серија)
Гомора (итал. Gomorra - La serie) је Италијанска крими телевизијска серија базирана на књизи Роберта Савијана која носи исто име. Творац и продуцент серије је Роберто Савијано. Првобитно је емитована на каналу Sky Italia 6. маја 2014. године и до сада је снимљено 4 сезоне. У Уједињеном Краљевству је премијерно приказана на каналу Sky Atlantic 4. августа 2014. године, а у САД нешто касније 24. августа 2016. године каналу на SundanceTV. Серија је такође емитована у још 170 земаља широм света. Пошто глумци говоре напуљским дијалектом, у Италији се приликом емитовања Гомора приказује с титловима. Радња се одвија по сиромашним квартовима Напуља, деловима града у које ни полиција не залази. 
Серија прати послове породице Савастано која под вођством Пјетра Савастана(Фортунато Ћерелино) изазива страхопоштовање код свих и представља један од најутицајнијих Камора кланова. Уз Пјетра стоји много поузданих људи, на челу са његовом десном руком - тридесетогодишњим Ћиром који игра важну улогу у клану иако не припада породици Савастано. Ћиро се хвата у коштац са опасностима криминалног света, док истовремено води брутални грађански рат. 
Такође прати и животе осталих чланова породице Савастано, а то су Пјетрова жена Има(Марија Пја Калцоне) и његов син Ђенаро (Салваторе Еспозито).  
По објављивању, Гомора је добила критичко признање за карактеризацију, атмосферу, глуму и режију. Такође је постала најгледанија серија у историји своје продуцентске куће, највеће комерцијалне телевизије у земљи.

## Улоге

### Главне Улоге
Марко д'Амор као Ћиро ди Марцио - члан клана Савастано који тежи да достигне на врх хијерархије. Како напредује у послу, Ћиро добија огромну репутацију и надимак "бесмртни".
Фортунато Черелино као Пјетро Савастано, први човек клана Савастано који изазива страхопоштовање код свих људи из подземља.
Салваторе Еспозито као Ђенаро "Ћени" Савастано, Пјетров син, који од нормалног младића постаје опаки криминалац. 
Марија Пја Калцоне као Има Савастано, Пјетрова жена, која подржава свог мужа у свему што ради и жели успех и најбоље за свбју породицу. 
Марко Палвети као Салваторе Конте, вођа клана Конте, који је углавном у проблематичним односима са кланом Савастано. 
Ђанфранко Гаљо као Ђузепе Авитабиле, вођа ривалског клана са седиштем у Риму.

### Остале улоге
Кристина Донађо као Аналиса "Шанел" Маљока, локални дилер дроге, тежи да постане једна од главних фигура подземља.. 
Фабио де Ћаро као Маламор , члан Савастано клана, до смрти лојалан само Пјетру Савастану.
Кристијана Дел Ана као Патриција, Доушник клана Савастано, а такође и нећака Маламора. 
Ивана Лотито као Ацура Авитабиле, Ђенарова жена и ћерка Ђузепе-а.
Артуро Мусели као Енцо "Плава крв", Наследио позицију лидера у клану Санто од свог оца. 
Лорис де Луна као Валерио "Вокабулар", Енцова десна рука и утицајни члан Санто клана.
- Марко д'Амор
- Роберто Савијано
- Стефано Солима

## Епизоде
| Сезона | Сезона | Епизоде | Прво приказивање  | Последње приказивање |
| ------ | ------ | ------- | ----------------- | -------------------- |
|        | 1      | 12      | 6. мај 2014       | 10. јун 2014         |
|        | 2      | 12      | 10. мај 2016      | 14. јун 2016         |
|        | 3      | 12      | 17. новембар 2017 | 22. децембар 2017    |
|        | 4      | 12      | 29. март 2019     | 3. мај 2019          |

### Сезона 1 (2014)
У Напуљу, клан Савастано предводи Пјетро Савастано кога сви поштују и прибојавају га се. Ћиро добија задатак да запали кућу мајке Салваторе Конте-а, супраничког нарко-боса. Без оклевања извршава задатак, стиче Пјетрово поверење, а затим добија задатак да припреми његовог сина Ђенара за позицију будућег шефа клана.
Након полицијске провере, Пјетро бива ухапшен и одведен у притвор, а контрола клана незванично прелази у руке његове жене - Име Савастано која сматра да Ћиро и Ђенаро нису способни да управљају кланом у одсуству Пјетра. Има наређује Ћиру, са којим није баш у најбољим односима, да отпутује у Шпанију како би измирио рачуне са Конте-ом, склопио мир и ујединио кланове. Касније шаље њеног сина Ђенара у Хондурас надајући се да ће интеракција са произвођачима дроге убрзати његов развој и припрему за место шефа клана. Упркос томе што је успео да склопи мир са Конте-ом, Ћиро бива одбачен од стране Име 
При повратку из Хондураса Ђенаро постаје све више одвојен и изолован од свих и започиње чишћење чланова клана, позива млађе људе и бави се акцијама које доводе до неповерења старе гарде његовог оца, који сматрају да је неспособан да управља кланом. Затим следи рат између две стране Савастано клана: старе гарде која је верна Пјетру и млађих чланова који су верни Ђенару.
Ћиро који се осећа игнорисаним и обезвређеним од стране Ђенара, одлучује да се прикључи старој гарди и настоји да промени унутрашњу равнотежу клана. Путовањем у Шпанију је добио поштовање Конте-а, па тако тражи и његову подршку у овом рату. Ћиро почиње убиством Име Савастано, међутим Ђенаро убрзо открива издају и више не знајући коме да верује наређује члановима који су му лојални да униште припаднике старе гарде за које верује да су Ћирови саучесници у убиству његове мајке. Ђенаро у великој мери успева у својим плановима и убија све осим Ћира и Маламора који успевају да побегну и да се сакрију. Ђенаро касније сазнаје где се крије Ћиро и шаље своје људе да га убију, али их Контеов клан пресреће и брутално масакрира. Ћиро је касније пуцао на Ђенара, тешко га ранио и послао у болницу. У међувремену Маламоре избавља Пјетра из полицијског комбија који је требало да га транспортује у други затвор.
| Бр.еп. (укупно) | Бр.еп. (у сезони) | Наслов                      | Режисер             | Премијера     | Гледаност у Италији (милиони) |
| 1               | 1                 | "Il clan dei Savastano"     | Стефано Солима      | 6. мај 2014.  | 3.82                          |
| 2               | 2                 | "Ti fidi di me?"            | Стефано Солима      | 6. мај 2014.  | 3.34                          |
| 3               | 3                 | "L'omm 'e casa"             | Стефано Солима      | 13. мај 2014. | 2.98                          |
| 4               | 4                 | "Sangue Africano"           | Стефано Солима      | 13. мај 2014. | 2.69                          |
| 5               | 5                 | "Il ruggito della leonessa" | Франческа Коменћини | 20. мај 2014. | 2.59                          |
| 6               | 6                 | "Roulette spagnola"         | Стефано Солима      | 20. мај 2014. | 2.62                          |
| 7               | 7                 | "Imma contro tutti"         | Франческа Коменћини | 27. мај 2014. | 2.90                          |
| 8               | 8                 | "La scheda bianca"          | Клаудио Купелини    | 27. мај 2014. | 2.72                          |
| 9               | 9                 | "Gelsomina Verde"           | Клаудио Купелини    | 3. јун 2014.  | 2.94                          |
| 10              | 10                | "Ora facciamo i Conte"      | Клаудио Купелини    | 3. јун 2014.  | 2.51                          |
| 11              | 11                | "100 modi per uccidere"     | Стефано Солима      | 10. јун 2014. | 3.08                          |
| 12              | 12                | "Gli Immortali"             | Стефано Солима      | 10. јун 2014. | 3.79                          |

### Сезона 2 (2016)
Пошто је побегао, Пјетро схвата да би његов боравак у Напуљу био кратак и одлази у Келн остављајући клан у рукама Маламора и осталих људи који су му помогли да побегне. Такође ради на освети свога сина Ђенара на кога су пуцали, али је преживео. У међувремену Ћиро формира савез са Конте-ом, али је цена његова жена Дебора. 
Годину дана касније Ђенаро се опоравља и склапа савез са породицом Авитабиле у Риму. Након што посао са оружјем пропадне, Пјетро одлучује да се врати у Напуљ, како би поново управљао кланом. Ћиро и остали чланови алијансе наилазе на проблем са Салваторе Конте-ом који жели да створи монопол и стекне апсолутну моћ и смишљају успешан план да га уклоне. Пјетро схвата да је то идеална прилика за њега да умеша своје прсте и убије једног по једног члана тако подељене алијансе. Ћиро сазнаје за Пјетров повратак у Напуљ и жели да преговара. Патриција га обавештава да ће моћи да преговара само са Ђенаром. Чувајући се потенцијалне заседе Ћиро одлази код пријатеља који ће бити гарант сусрету њега и Ђенара. Ђенаро на крају прихвата услове које поставља Ћиро, а тај потез разбесни његовог оца - Пјетра. Као разлог Ђенаро наводи да би убијање Ћира изазвало рат огромних размера, док он само жели да се фокусира на посао и будућност у Риму уз Ђузепе Авитабиле-а. Ђенаро такође ступа у брак са Ацуром Авитабиле, ћерком Ђузепе Авитабиле-а и добија дете којем даје име Пјетро по свом оцу.
Пјетро не жели мир, већ наставља да води рат, наставља да убија чланове клана који му нису лојални и такође жели да убије свог сина сматрајући да га је издао. Кап која прелива чашу је свирепо убиство Ћирове ћерке. Ђенаро згрожен оваквим потезом свог оца уместо да се састане са њим, у тајности шаље Ћира на договорену локацију. Ћиро убија Пјетра на гробном месту његове жене Име Савастано.
| Бр.еп. (укупно) | Бр.еп. (у сезони) | Наслов                     | Режисер             | Премијера     | Гледаност у Италији (милиони) |
| 13              | 1                 | "Vita mia"                 | Стефано Солима      | 10. мај 2016. | 4.27                          |
| 14              | 2                 | "Lacrime e Sangue"         | Стефано Солима      | 10. мај 2016. | 4.11                          |
| 15              | 3                 | "Mea Culpa"                | Стефано Солима      | 17. мај 2016. | 3.58                          |
| 16              | 4                 | "Profumo di iena"          | Мадалена Равађи     | 17. мај 2016  | 3.69                          |
| 17              | 5                 | "Occhi negli occhi"        | Клаудио Купелини    | 24. мај 2016. | 3.73                          |
| 18              | 6                 | "'O Track"                 | Клаудио Купелини    | 24. мај 2016. | 3.99                          |
| 19              | 7                 | "Il Principe e il Nano"    | Клаудио Ђованеси    | 31. мај 2016. | 4.12                          |
| 20              | 8                 | ""Divide et Impera"        | Клаудио Ђованеси    | 31. мај 2016. | 3.60                          |
| 21              | 9                 | "Sette Anni"               | Франческа Коменћини | 7. јун 2016.  | 3.15                          |
| 22              | 10                | "Fantasmi"                 | Франческа Коменћини | 7. јун 2016.  | 3.10                          |
| 23              | 11                | "Nella gioia e nel dolore" | Клаудио Купелини    | 14. јун 2016. | 4.91                          |
| 24              | 12                | "La fine del giorno"       | Клаудио Купелини    | 14. јун 2016. | 4.79                          |

### Сезона 3 (2017)
Ђенаро преузима потпуну контролу над свим протоком дроге у Напуљу. Људи у подземном свету га се плаше и поштују га. С друге стране, Ћиро губи вољу да настави због губитка своје ћерке и након убиства Пјетра, а затим и Маламора се сели у Софију где почиње да ради за Валентина. Касније открива да је Младен(Валентинов син) покушао да му смести уз помоћ Енца који долази из Напуља са лажним новцем за робу. Ћиро убија Валентина и Младена а потом се враћа у Напуљ, док Авитабиле завршава у затвору након што је Ђенаро открио полицији његову криминалну прошлост.
Ђузепе Авитабиле након неког времена успева да избегне затворску казну и уместо тога бива смештен у кућни притвор. Након изласка схвата да Ђенаро ради против њега и да жели све за себе и наређује систематско уништавање Ђенара и његових сарадника уз помоћ Конфедерације. Ђенаро постаје немоћан и тражи помоћ од Ћира и алијанске како би заједничким циљевима повратили своју моћ и уништили Конфедерацију. Ћиро је при повратку у Напуљ упознао Енца и Валерија, вође клана Санто који касније почињу да раде за њега и Ђенара.
Након постављања бомбе испред ресторана Енцове сестре, почиње прави рат између Санто клана и Конфедерације. Да би све то довео на већи ниво, Ђенаро убија Енцову сестру и за то оптужује чланове Конфедерације. Ово повећава Енцово учешће у рату и успевају успешно да организују заседу за Ђузепе-а и чланове Конфедерације.
Након тога Ћиро саветује Ђенара да склопи мир са својим непријатељима. Мир је на крају прихваћен, а Ђенаро као победник рата дели земљу и делове града људима који су му помогли. Енцо сазнаје да је Ђенаро умешан у убиство његове сестре и позива њега и Ћира на јахту како би "прославили" победу. Међутим Ћиро се жртвује за свог пријатеља Ђенара признајући да је он у ствари убио Енцову сестру, наводећи своју жељу да избегне још један рат и да се придружи својој породици на небу. 
Енцо на крају поверује у ову причу и наређује Ђенару да убије Ћира.
| Бр.еп. (укупно) | Бр.еп. (у сезони) | Наслов                  | Режисер             | Премијера          | Гледаност у Италији (милиони) |
| 25              | 1                 | "Viva il Re!"           | Клаудио Купелини    | 17. новембар 2017. | 4.13                          |
| 26              | 2                 | "Hasta la muerte"       | Клаудио Купелини    | 17. новембар 2017. | 3.82                          |
| 27              | 3                 | "Inferno"               | Клаудио Купелини    | 24. новембар 2017. | 3.45                          |
| 28              | 4                 | "Il filo e la Moira"    | Франческа Коменћини | 24. новембар 2017. | 3.72                          |
| 29              | 5                 | "Sangue Blu"            | Франческа Коменћини | 1. децембар 2017.  | 3.58                          |
| 30              | 6                 | "Come nascere"          | Франческа Коменћини | 1. децембар 2017.  | 3.37                          |
| 31              | 7                 | "Sangue del mio sangue" | Клаудио Купелини    | 8. децембар 2017.  | 3.40                          |
| 32              | 8                 | "Guerra aperta"         | Клаудио Купелини    | 8. децембар 2017.  | 3.51                          |
| 33              | 9                 | "Giuda!"                | Клаудио Купелини    | 15. децембар 2017. | 3.75                          |
| 34              | 10                | "La creatura"           | Франческа Коменћини | 15. децембар 2017. | 3.88                          |
| 35              | 11                | "Fede"                  | Франческа Коменћини | 22. децембар 2017. | 4.11                          |
| 36              | 12                | "Per sempre"            | Франческа Коменћини | 22. децембар 2017. | 4.53                          |

### Сезона 4 (2019)
Након Ћирове смрти, Ђенаро схвата да му прети опасност. Зато се за помоћ обраћа ујаку, вођи клана Леванте. Уз помоћ Леванте, Ђенаро спречава рат. Након свега, Ђенаро склапа савез са Енцом и осталима, а Секондиљано оставља Патрицији, а он се повлачи.
Годину дана касније, Ђенаро и Азура планирају да отворе аеродром. Купују потребну земљу, али им је потребна компанија како би испунили све потребне услове. Зато најпре Ђенаро, а потом и Азура одлазе у Лондон како би склопили посао. Међутим, Лина која је посредовала у послу, покушала је да са златом украденим од Ђенара побегне. Међутим, Ђенаро је спречава, посао је склопљен, а Лина одлази на пут без повратне карте.
| Бр.еп. (укупно) | Бр.еп. (у сезони) | Наслов        | Режисер             | Премијера       | Гледаност у Италији (милиони) |
| 37              | 1                 | "Episodio 1"  | Франческа Коменћини | 29. март 2019.  | /                             |
| 38              | 2                 | "Episodio 2"  | Франческа Коменћини | 29. март 2019.  | /                             |
| 39              | 3                 | "Episodio 3"  | Франческа Коменћини | 5. април 2019.  | /                             |
| 40              | 4                 | "Episodio 4"  | Франческа Коменћини | 5. април 2019.  | /                             |
| 41              | 5                 | "Episodio 5"  | Марко д'Амор        | 12. април 2019. | /                             |
| 42              | 6                 | "Episodio 6"  | Марко д'Амор        | 12. април 2019. | /                             |
| 43              | 7                 | "Episodio 7"  | Енрико Росати       | 19. април 2019. | /                             |
| 44              | 8                 | "Episodio 8"  | Енрико Росати       | 19. април 2019. | /                             |
| 45              | 9                 | "Episodio 9"  | Ћиро Виско          | 26. април 2019. | /                             |
| 46              | 10                | "Episodio 10" | Ћиро Виско          | 26. април 2019. | /                             |
| 47              | 11                | "Episodio 11" | Клаудио Купелини    | 3. мај 2019.    | /                             |
| 48              | 12                | "Episodio 12" | Клаудио Купелини    | 3. мај 2019.    | /                             |